# Host
Host – dowolna maszyna (komputer, karta sieciowa, modem itp.) uczestnicząca w wymianie danych lub udostępniająca usługi sieciowe poprzez sieć komputerową za pomocą protokołu komunikacyjnego TCP/IP oraz posiadająca własny adres IP.
Powszechną praktyką jest współistnienie na jednym hoście wielu usług, tj. obok usług umożliwiających pracę terminalową, np. telnet i SSH, także usług typu klient-serwer, najczęściej WWW i FTP. W tym znaczeniu, pojęcie host oznacza to samo co serwer, tym bardziej że obecnie na większości tak rozumianych hostów, poza wewnętrznymi sieciami większych instytucji, usługi terminalowe, ze względów bezpieczeństwa, nie są dostępne.